# União de Macau-Guangdong
Die União de Macau-Guangdong (portugiesisch für Macau-Guangdong-Union, chinesisch 澳粵同盟) ist eine politische Partei in der Sonderverwaltungszone Macau, welche zur Volksrepublik China gehört. Mit der Parlamentswahl 2017 konnte die Partei zwei Abgeordnete in die Gesetzgebende Versammlung von Macau entsenden.

## Geschichte
Zur Parlamentswahl 2009 trat die Partei erstmals an und erreichte mit 10.348 Stimmen beziehungsweise 7,30 % der Stimmen einen Sitz in der Gesetzgebenden Versammlung. Mak Soi Kun zog für die Partei in das Parlament ein. Bei der Parlamentswahl 2013 konnte die União de Macau-Guangdong ihre Stimmen auf 16.248 erhöhen, was einem Anteil von 11,09 % entspricht. Durch den Stimmenzuwachs konnte mit Zheng Anting ein zweiter Abgeordneter für die Partei einziehen. Bei der Parlamentswahl 2017 erreichte die Partei zwar nur noch 17.207 Stimmen beziehungsweise 9,97 % der Gesamtstimmen, konnte aber beide Mandate verteidigen und stellt somit mit heutigem Stand zwei Abgeordnete der Gesetzgebenden Versammlung.

## Ausrichtung
Zu den politischen Zielen der União de Macau-Guangdong gehört vor allem die Sicherung des Wohlstands für die Bürger Macaus, um die Lücke zwischen Arm und Reich zu schließen. Dieses Ziel soll durch die Unterstützung kleiner und mittlerer Unternehmen gelingen. Ein besseres Geschäftsumfeld soll unter anderem durch den Abbau der Bürokratie, die Bekämpfung von Korruption und ein faires Rechtssystem geschaffen werden. Die Unterstützung etablierter Wirtschaftszweige wie dem Glücksspiel, wovon Macau hauptsächlich lebt, soll außerdem zu allgemeinem Wohlstand führen. Die Partei steht auch offiziell in Verbindung mit dem Glücksspiel in Macau. So ist Zheng Anting Mitglied im Forschungsverband für Spielpolitik und Gesetzgebung in Macau, der die Regierung Macaus in Fragen, die sich auf das Glücksspiel in Macau beziehen, berät. Im öffentlichen Bereich soll darüber hinaus zum Beispiel in das Gesundheitssystem, das Verkehrssystem und in den Wohnungsbau investiert werden.
Die Partei ist die politische Vertretung der Macau-Jiangmen-Gemeinschaft, welche die Vertretung der Einwanderer aus Jiangmen darstellt. Entsprechend hoch ist die Unterstützung dieser Einwanderer aus Jiangmen für die União de Macau-Guangdong, welche im Gegenzug eine stärkere Vernetzung von Macau mit der Provinz Guangdong befürwortet.
Da die Meinung der Partei oft mit der Meinung der Regierung Macaus übereinstimmt, wird die Partei klar dem Pro-Peking-Lager zugeordnet. Die União de Macau-Guangdong befürwortet außerdem eine weitere Annäherung von Macau an die Provinz Guangdong und unterstützt wie die Regierung Macaus die Glücksspielindustrie.

## Kritik
Im Jahr 2013 wurde die Partei und die Macau-Jiangmen-Gemeinschaft beschuldigt, sich durch Geschenkpakete und andere Vorteile für die Mitglieder der Macau-Jiangmen-Gemeinschaft, Stimmen indirekt zu erkaufen. Mak Soi Kun wies diesen Vorwurf allerdings zurück und betonte, dass jede Wahlkampfmethode, die er angewendet hat, auf dem Boden der Legalität erfolgte.
Darüber hinaus wird der Partei unterstellt, zum Beispiel durch die Beteiligung von Zheng Anting am Forschungsverband für Spielpolitik und Gesetzgebung in Macau, in einen Interessenkonflikt zu geraten und der Glücksspielindustrie zu viele Vorteile zu bieten.